# Јан Калусовски
Јан Калусовски (пољ. Jan Kałusowski; Лођ, 12. март 2000) пољски је пливач чија специјалност су трке прсним стилом. 

## Спортска каријера
Прве запаженије успехе у каријери Калусовски је постигао као јуниор, прво на европском јуниорском првенству у Тампереу 2018. где је успео да освоји две медаље, сребро на 200 и бронзу на 100 прсно, а потом, исте године и на Олимпијским играма младих у Буенос Ајресу где је освојио две бронзане медаље. 
У сениорској конкуренцији је дебитовао на светском првенству у корејском Квангџуу 2019. где је наступио у четири дисциплине. Калусовски је у Квангџуу пливао у квалификацијама на 50 прсно (39. место) и 100 прсно (34. место), а пливао је и у штафетама 4×100 мешовито (21) и 4×100 мешовито микс (11. место).